# Tomușești
Tomușești falu Romániában, Erdélyben, Fehér megyében.

## Fekvése
Csertés  közelében fekvő település.

## Története
Tomuşeşti korábban Csertés  része volt, 1956 körül vált külön településsé 65 lakossal.
1966-ban 186, 1977-ben 149, 1992-ben 85, a 2002-es népszámláláskor 58 román lakosa volt.